# Pelurga tangens
Pelurga tangens är en fjärilsart som beskrevs av Barend J. Lempke 1950. Pelurga tangens ingår i släktet Pelurga och familjen mätare. Inga underarter finns listade i Catalogue of Life.